# Nectria aureola
Nectria aureola är en svampart som beskrevs av Georg Winter 1885. Nectria aureola ingår i släktet Nectria och familjen Nectriaceae.  Arten är reproducerande i Sverige. Inga underarter finns listade i Catalogue of Life.